# Emiliano Zapata, Suchiate
Emiliano Zapata är en ort i Mexiko.   Den ligger i kommunen Suchiate och delstaten Chiapas, i den sydöstra delen av landet, 900 km sydost om huvudstaden Mexico City. Emiliano Zapata ligger 14 meter över havet och antalet invånare är 205.
Terrängen runt Emiliano Zapata är mycket platt. Runt Emiliano Zapata är det ganska tätbefolkat, med 129 invånare per kvadratkilometer. Närmaste större samhälle är Brisas Barra de Suchiate, 10,4 km söder om Emiliano Zapata. 